# Horcas (álbum)
Horcas es el quinto álbum de la banda argentina de thrash metal Horcas, editado en el año 2002 por El Pie Records.
Este disco homónimo fue el primero sin el guitarrista y miembro fundador Osvaldo Civile, quien falleció en 1999, siendo reemplazado por Gabriel Lis.

## Lista de canciones
1. Esperanza
2. Mano dura
3. Reacción
4. Sueños
5. Ausencia
6. Rebelión
7. En guardia
8. Abre tus ojos
9. Crisis
10. Junto a vos
11. Amargo sabor
12. Psicosis

## Formación
- Walter Meza; voz
- Sebastián Coria; guitarra
- Topo Yáñez; bajo
- Gabriel Lis; guitarra
- Guillermo De Lucca; batería